# Montażownica
Montażownica jest to jedno z urządzeń wchodzących w skład wyposażenia warsztatów samochodowych oraz wulkanizacji. Służy do ściągania i nakładania (montowania) opon samochodowych na felgi. Wyróżniamy montażownice półautomatyczne i automatyczne.
Montażownice mogą być wyposażone w szereg dodatkowych elementów, na przykład:
- przystawka Leverless (eliminuje konieczność użycia łyżki montażowej),
- przystawka do opon typu Run-Flat.